# Trilepida anthracina
Trilepida anthracina — вид змій родини струнких сліпунів (Leptotyphlopidae). Ендемік Еквадору.

## Поширення і екологія
Trilepida anthracina відомі з п'яти місцевостей, розташованих в Еквадорських Андах. Вони живуть у вологих тропічних лісах в горах і передгір'ях, на висоті від 1000 до 1800 м над рівнем моря. Ведуть риючий спосіб життя, живляться термітами і личинками. Відкладають яйця.

## Збереження
МСОП класифікує цей вид як вразливий. Trilepida anthracina загрожує знищення природного середовища.